# ياسين الهاشمي

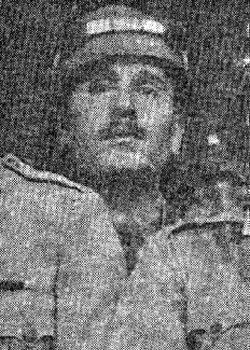
ياسين الهاشمي مرتديا الزي العسكري

ياسين الهاشمي(1882- 27 كانون الثاني 1937)  سياسي وعسكري عراقي ابان العهد الملكي، تولى رئاسة وزراء العراق مرتين وأطاح به بكر صدقي من رئاسة الوزارة في انقلابه عام 1936، كان وزيرا للمواصلات ووزيرا للخارجية ونائبا في البرلمان العراقي ، وكان قائداً عسكريًا شارك في حروب الجيش العثماني وتولى رئاسة ديوان الشورى الحربي في عهد فيصل الأول في سوريا  كان سياسيا ذا توجه قومي وأسس لذلك عدة أحزاب أهمها حزب الإخاء الوطني.

## الولادة والنشاة
ياسين حلمي (اسم مركب) ابن سلمان ابن أحمد الهاشمي ولد في بغداد بمحلة البارودية عام 1884 لعائلة عربية هاشمية تنتمي إلى عشيرة السادة المشاهدة الحسينية. وفيها أكمل دراسته في المدارس العثمانية (الرشدية والإعدادية العسكرية) سنة 1889. والده السيد سلمان كان مختاراً لمحلة البارودية. وشقيقه هو طه الهاشمي.

## خدماته العسكرية
درس في إستانبول وتخرج من المدرسة العسكرية ضابطا عام 1902
ثم تخرج من كلية الأركان عام 1905 والتحق بالجيش التركي في بغداد
ثم اشترك في حرب البلقان وفي الحرب العالمية الأولى أرسل إلى حلب ثم استانبول ثم ذهب للدفاع عن النمسا ضد الروس عام 1916 وحاز على وسام رفيع من قيصر ألمانيا لبلائه الحسن في المعارك
وقد حارب في فلسطين ودافع عن نهر الأردن وانسحب أمام قوات الجنرال اللنبي وذهب إلى دمشق وجرح وهو يحارب مع الأتراك ولما دخلها فيصل بن الحسين عينه رئيسا لأركان حرب حاكم سورية العسكري
حارب مع العثمانيين ضد الثورة العربية الكبرى، ولم يشارك مطلقا في ثورة العشرين.

## نشاطه السياسي
إعتقلته بريطانيا لستة أشهر لأنه كان يخطط لانقلاب ضد الملك فيصل الأول.
كان قومي التوجه وهو من أعضاء حزب العهد السري الذي أسسه عزيز علي المصري وقام ياسين بتأسيس فرع للحزب في مدينة الموصل وقد أنشأ حزب الشعب عام 1925 وقد أنشأ أيضا حزب الإخاء الوطني .
كان يقود المعارضة في مجلس النواب العراقي وكان من أحد السياسيين في العراق ابان العهد الملكي حيث شغل منصب رئاسة الوزراء مرتين، وبعد سقوط الحكومة الفيصلية في سورية بقي الهاشمي يعمل تاجرا ولم يوفق فتركها ورجع إلى العراق عام 1922.
بسبب ما اشتهر عنهُ بطبيعته القيادية صار يتدرج في المناصب حتى تسلم وزارة المواصلات في العراق عام 1922، وقيل إن سبب ذلك هو ألاعيبه السياسية وتحالفه السياسي مع جعفر أبو التمن وامثاله، حقق ضغطا على الملك فيصل الأول وتدرج في المناصب.
انتخب نائبا عن بغداد عام 1924 وشكل حكومته الأولى عام 1924.
شغل منصب وزير الخارجية أصالة من 24 تشرين الأول 1924 إلى 26 حزيران 1925.
شغل منصب رئيس الوزراء لمدة 10 أشهر وصار عبد المحسن السعدون رئيسا للوزراء من بعده.
شغل مناصب حكومية مختلفة لمدة عشر سنوات حتى أصبح رئيسا للوزراء لمرة ثانية عام 1935.
اشتهر بمعارضته للأنظمة الإسلامية والحجاب، ويتهمه بعض الشيعة بأنه أول رئيس وزراء عراقي يمنع المآتم الحسينية في العراق، ورُويَ عن ياسين أنه كان ينطق العراق بضم العين، وفقاً للهجة بعض العراقيين، فكان يقال لهُ العين بالكسر، فيمتنع ويقول لهم «أريد أن أرفع عين العراق، وتريدون أن تكسروها».

## الانقلاب عليه ووفاته
اشتهر ياسين الهاشمي بكونه أول رئيس وزاء عراقي اطيح به اثر انقلاب عسكري حيث قام بكر صدقي بانقلابه الشهير عام 1936. نتيجة لهذا الانقلاب فر الهاشمي إلى سوريا ومكث في دمشق إلى أن وافاه الأجل بعد شهرين من فراره فتوفي يوم 27 كانون الثاني سنة 1937،، ودفن بجانب قبر السلطان صلاح الدين الأيوبي في الجامع الأموي في دمشق. بسكتة قلبية بسبب حزنه على خسارته لكل ما حققه في العراق. تشير المصادر أنه كان بصحة جيدة عندما وصل سوريا لكنه كان متأثرا بشدة بسبب فشله في الدفاع عن نفسه أمام انقلاب بكر صدقي.

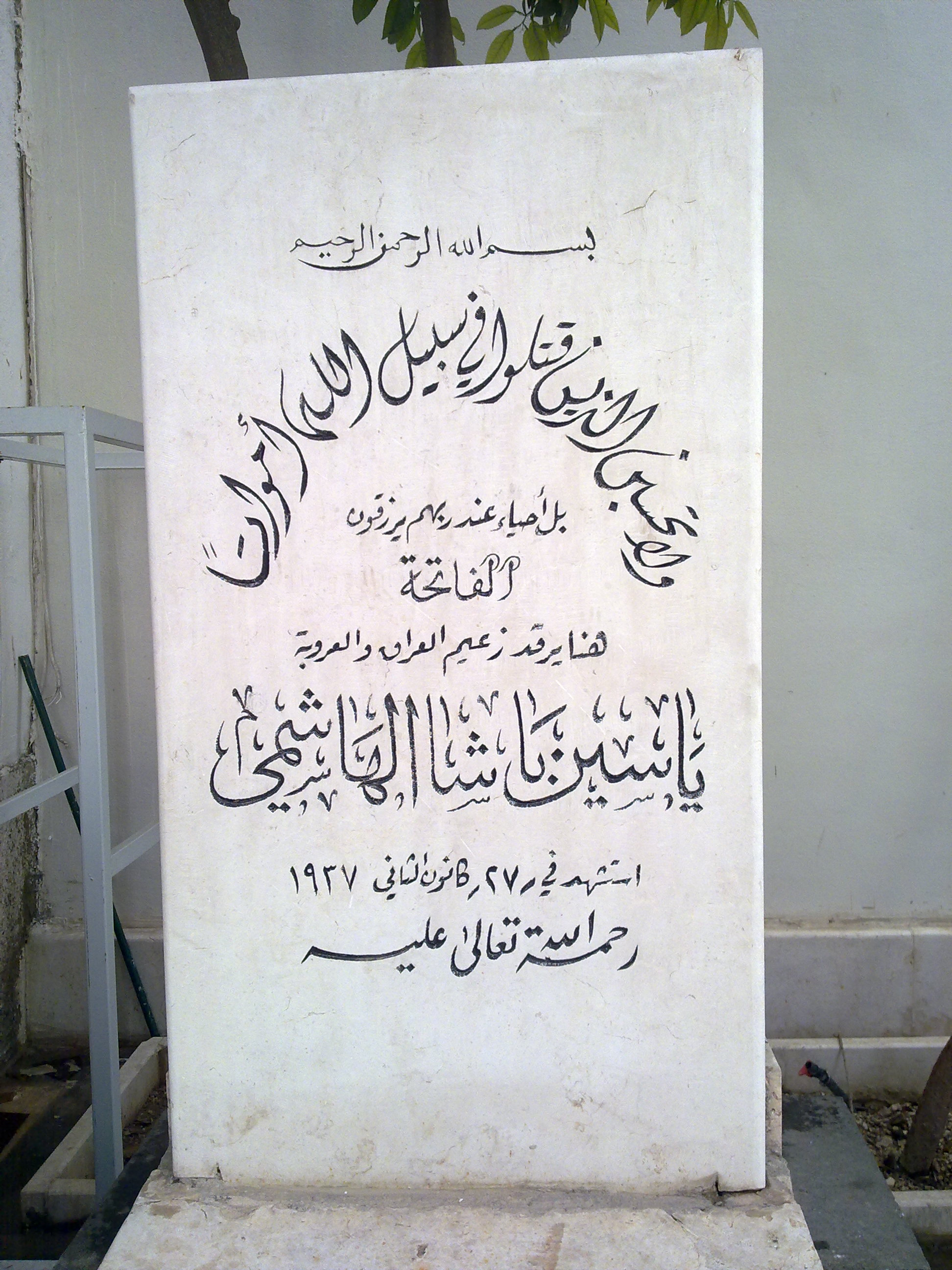
قبر ياسين الهاشمي.

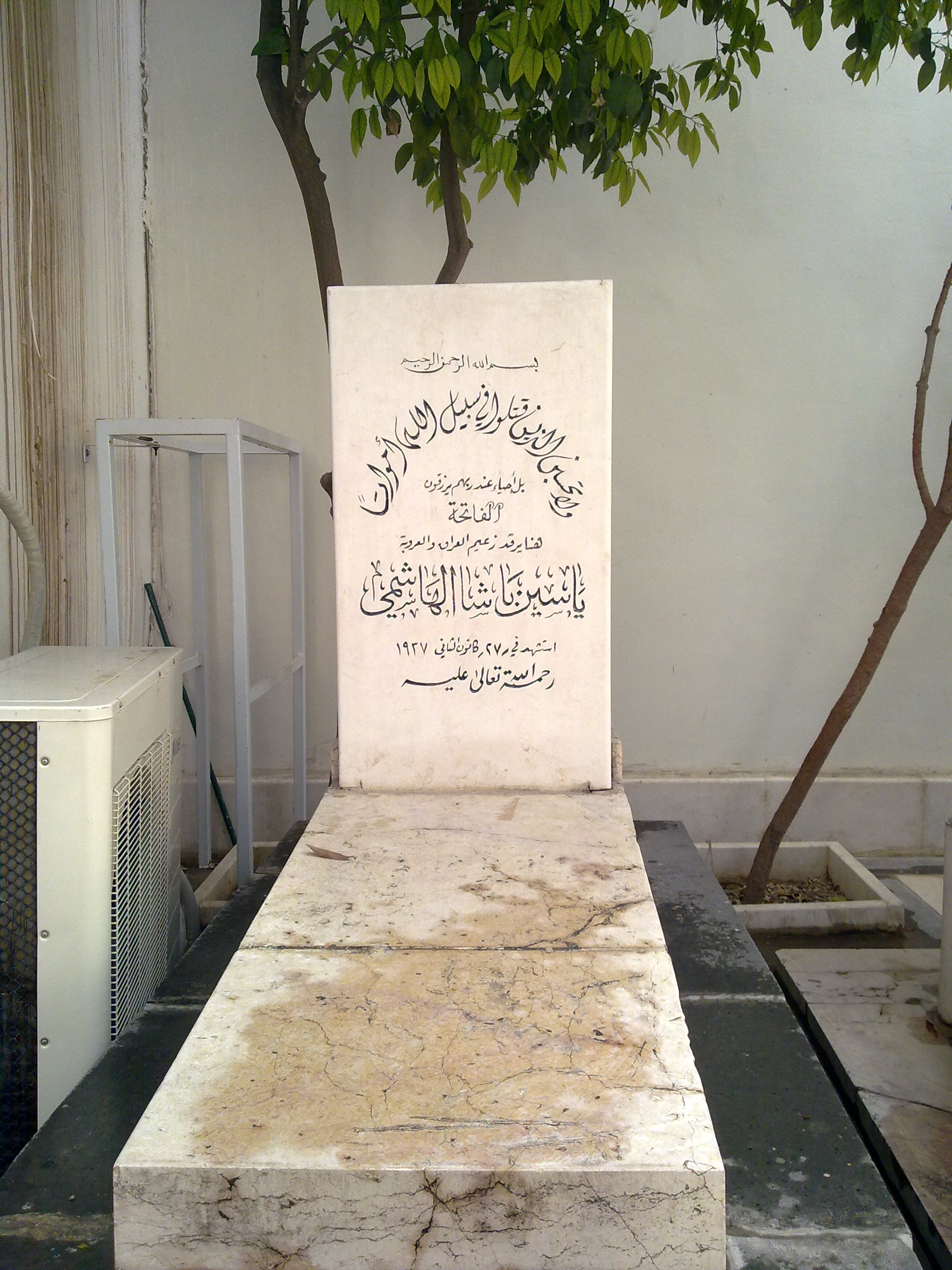
قبر ياسين الهاشمي.

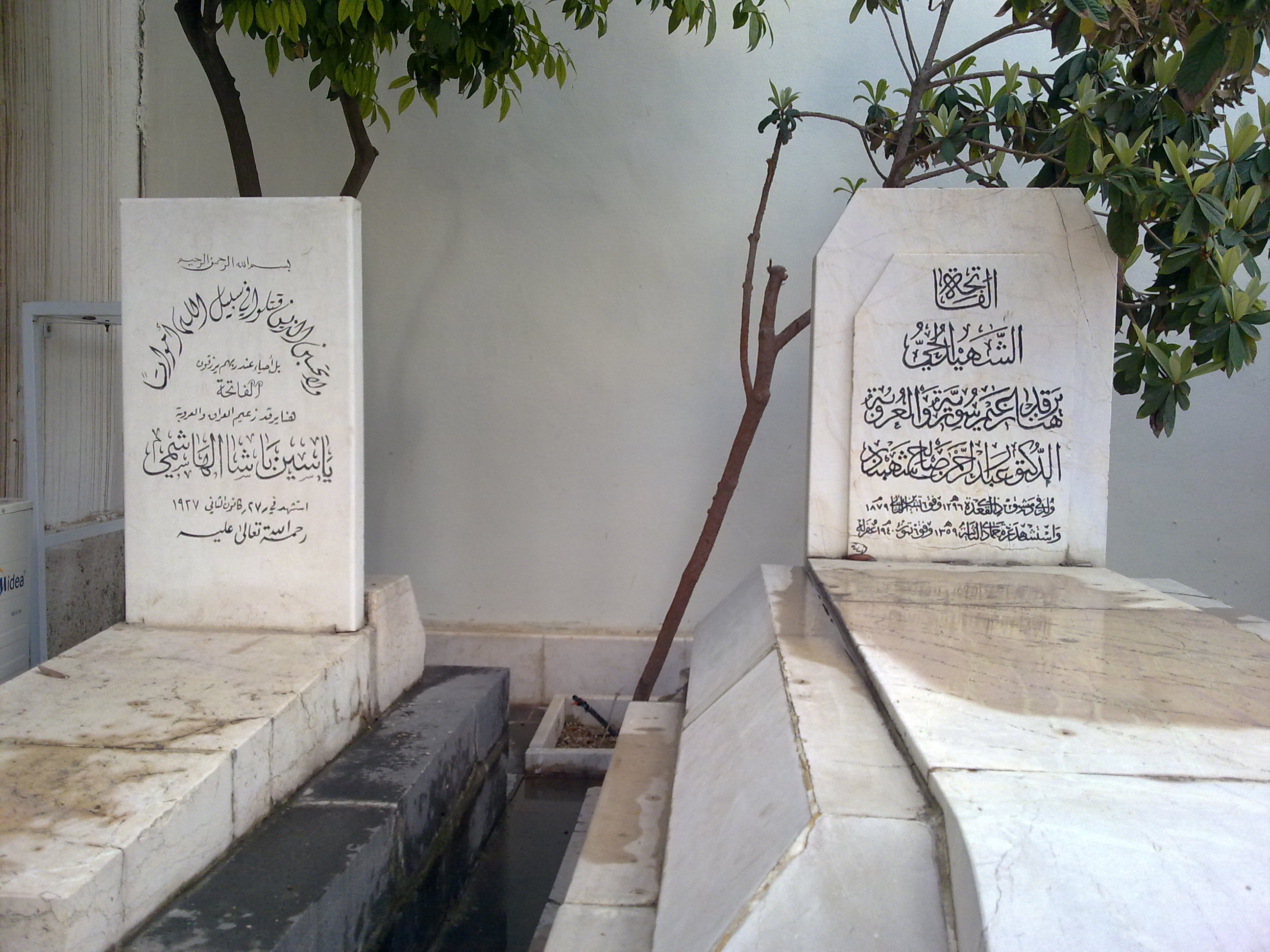
قبر ياسين الهاشمي بجانب قبر عبد الرحمن الشهبندر.

## انظر ايضًا
- طارق الهاشمي
- طه الهاشمي